# Посёлок Габидена Мустафина
Габиде́на Муста́фина (каз. Ғабиден Мұстафин кенті, до 2002 года — То́каревка) — посёлок в Бухар-Жырауском районе Карагандинской области Казахстана. Административный центр и единственный населённый пункт Габиден Мустафинской поселковой администрации. Находится примерно в 40 км к западу от районного центра, посёлка Ботакара. До административной реформы Казахстана 1997 года был административным центром Тельманского района. Код КАТО — 354081100.

## Физико-географическая характеристика

### Географическое положение
Расположен на правом берегу реки Нура, близ впадения её в Самаркандское водохранилище, в 4 километрах от железнодорожной станции Нура (на линии Астана — Караганда), в 39 километрах к северу (по прямой) от Караганды и 7 километрах к востоку от Темиртау. До появления канала «Иртыш — Караганда» посёлок был местом впадения реки Тузды (Туздинка) в Нуру. Ныне старое русло правого притока Нуры используется как отводной канал для паводковых вод в весенний период. Имеется несколько островов.
Антиподом посёлка Габидена Мустафина на геоиде является точка в южной части Тихого океана с координатами 50°06′58″ ю. ш. 106°50′18″ з. д., расстояние от которой до ближайшей точки суши (побережье Чили) свыше 2,2 тысяч километров.

### Климат
| Климатограмма посёлка Г. Мустафина                   | Климатограмма посёлка Г. Мустафина | Климатограмма посёлка Г. Мустафина | Климатограмма посёлка Г. Мустафина | Климатограмма посёлка Г. Мустафина | Климатограмма посёлка Г. Мустафина | Климатограмма посёлка Г. Мустафина | Климатограмма посёлка Г. Мустафина | Климатограмма посёлка Г. Мустафина | Климатограмма посёлка Г. Мустафина | Климатограмма посёлка Г. Мустафина | Климатограмма посёлка Г. Мустафина |
| ---------------------------------------------------- | ---------------------------------- | ---------------------------------- | ---------------------------------- | ---------------------------------- | ---------------------------------- | ---------------------------------- | ---------------------------------- | ---------------------------------- | ---------------------------------- | ---------------------------------- | ---------------------------------- |
| Я                                                    | Ф                                  | М                                  | А                                  | М                                  | И                                  | И                                  | А                                  | С                                  | О                                  | Н                                  | Д                                  |
| 23.6 −9 −19                                          | 20.7 −8 −19                        | 20.5 −1 −11                        | 25.3 12 0                          | 37.5 20 6                          | 34.5 26 12                         | 40.8 27 14                         | 27.7 25 11                         | 20.7 19 5                          | 29.7 10 −1                         | 26.9 0 −9                          | 24.4 −7 −16                        |
| Температура в °C • Сумма осадков в мм Источник: NOAA |                                    |                                    |                                    |                                    |                                    |                                    |                                    |                                    |                                    |                                    |                                    |

Климат в посёлке, как и во всем Центральном Казахстане, резко континентальный с суровыми зимами, умеренно жарким летом и небольшим годовым количеством осадков.

## Население
В 1999 году население посёлка составляло 4294 человека (2047 мужчин и 2247 женщин). По данным переписи 2009 года, в посёлке проживало 4078 человек (1968 мужчин и 2110 женщин).
| Численность населения | Численность населения | Численность населения | Численность населения | Численность населения | Численность населения | Численность населения | Численность населения | Численность населения | Численность населения | Численность населения |
| 1910                  | 1914                  | 1922                  | 1959                  | 1970                  | 1979                  | 1989                  | 1991                  | 1999                  | 2009                  | 2017                  |
| --------------------- | --------------------- | --------------------- | --------------------- | --------------------- | --------------------- | --------------------- | --------------------- | --------------------- | --------------------- | --------------------- |
| 147                   | ↗185                  | ↘159                  | ↗5393                 | ↘5041                 | ↗5161                 | ↘4973                 | ↗5000                 | ↘4294                 | ↘4078                 | ↗4115                 |

## История

### Дореволюционное время
Основан в 1907 году украинскими переселенцами из Харьковской губернии на небольшой каменистой возвышенности между рекой Нура и её старицей. 10 февраля 1909 года образовано село Токаревка, вошедшее в состав Астаховской волости. Возвышенность называлась казахами Хан сүйек (с каз. — «кости хана»). В XVIII—XIX веках неподалёку располагалось жайляу хана части Среднего жуза Бокея. Скончавшийся в 1817 году Бокей-хан был временно похоронен на берегу Нуры (позже тело перевезли на родовое кладбище в Туркестане). По сообщению газеты «Омские епархиальные ведомости» от 1 сентября 1908 года в село Консiекъ прибыло 10 и ожидалось ещё 108 человек. В книге Юрия Попова «Церкви, часовни и молитвенные дома Центрального Казахстана» название села указано как Кансиек (Токаревское, Токаревка).
В окрестностях посёлка, ещё до его основания, в 1902 году родился казахский советский писатель Габиден Мустафин, в честь которого в будущем и будет переименован посёлок.
В 1912 году в селе родились — Даниил Скоромный — Герой Социалистического Труда (впоследствии лишён звания) и трёхкратный кавалер ордена Красной Звезды и Аким Сериков — советский партийный и профсоюзный деятель.
Мимо сёл Токаревка и Сергиополь прошли отступавшие остатки войск атамана Дутова (так называемый «Голодный поход»).

### Во времена СССР
По данным на сентябрь 1922 года в селе было 27 дворов и 159 жителей.
Весной 1930 года в селе был организован колхоз «Первое мая», куда вошли крестьяне соседнего села Сергиополь.
В октябре 1930 года на базе реорганизованного Каркаралинского отделения было образовано 1-е отделение Управления Казахстанских лагерей особого назначения (КазУЛОН, позже КазИТЛаг) ОГПУ с центром в Токаревке. В состав отделения вошли:
- пункт № 1 (урочище Бесоба, Бес-оба)
- пункт № 2 (для обслуживания треста «Казжелдорстрой»)
- совхоз «Гигант» (на тот момент строившийся)

В сентябре 1931 года на базе отделения был создан Карагандинский исправительно-трудовой лагерь (Карлаг) ОГПУ СССР с центром в селе Большая Михайловка (ныне часть города Караганды), позже перенесённым в село Долинское.
С 28 мая 1931 года и до упразднения в 1997 году посёлок был административным центром Тельманского района.
Посёлок стал одной из приёмных точек депортируемых в Казахстан народов. 2 октября 1941 года из Москвы на местную железнодорожную станцию Нуринская двумя эшелонами № 1070 и № 1071 было выслано 3457 лиц немецкой национальности. В группе москвичей, прибывших сюда в товарном вагоне был и немецкий художник и философ Генрих Фогелер, позже определённый на поселение в село Корнеевка.
В ходе депортации чеченцев и ингушей в посёлке оказалась семья будущего российского государственного и политического деятеля Доку Завгаева и проживавших здесь до 1957 года. Здесь же родились двое его младших братьев — Ахмед (Герой Российской Федерации) и Ахмар Завгаевы (депутат Госдумы России IV и V созывов).
17 июня 1946 года указом Президиума Верховного Совета Казахской ССР Токаревка получила статус рабочего посёлка. Были построены кирпичный завод и промкомбинат, сооружены насосная станция и радиоузел, из Темиртау (КарГРЭС-1) подведена высоковольтная линия электропередач, была проведена высадка декоративных деревьев. Строительство Карагандинской ГРЭС и линий электропередач позволило сделать Тельманский район первым районом сплошной электрификации в Казахстане.
В 1958 году в посёлке в общежитии два месяца (с сентября по ноябрь) проживал Нурсултан Назарбаев — будущий президент Казахстана, работавший в то время на строительстве Карагандинского металлургического комбината в соседнем Темиртау. Причиной тому было отсутствие нормального жилья в самом городе, что в дальнейшем стало одной из предпосылок восстания в Темиртау. В настоящее время исторического здания общежития не существует.

### Современность
После потери в 1997 году статуса районного центра посёлок пережил сложный период экономического спада.
До середины 2000-х за станцией Нура действовала обособленная войсковая часть № 11998.
В 2015 году посёлок пережил весенний паводок, были разрушены или признаны аварийными более двух сотен домов, что позже вызвало отток населения. Жертвами наводнения официально стали 3 человека.

## Государственные органы
- Акимат посёлка
- Отдел полиции (бывший Тельманский РУВД)
- Суд № 2 Бухар-Жырауского района
- Пожарная часть № 20
- Центр обслуживания населения (ЦОН)

## Инфраструктура
Водоснабжение посёлка производится из Актауского питьевого водозабора в селе Первое Мая. Энергообеспечение осуществляется посредством двух подстанций — «Токаревка» (110 кВ) ТОО «Караганды жарык» и «Сергиополь» (35/6 кВ) АО «АрселорМиттал Темиртау». Кроме того, имеется подстанция «Нура» (500 кВ) АО KEGOC на линии электропередачи 500 кВ транзита Север — Юг Казахстана. Теплоснабжение многоэтажных домов обеспечивает модульная котельная.
Имеются банкомат «Народного банка Казахстана», автоматизированный почтовый терминал «Казпочты», несколько кафе, автозаправочная и автогазозаправочные станции. Ранее существовавшая гостиница «Чайка» была перестроена в коттедж частного предпринимателя.

## Экономика
Промышленность представлена следующими предприятими:
- завод по производству железобетонных шпал[29][26] (ныне простаивает) — ТОО «Промтранс»[28]
- мини-металлургическое производство — трубопрокатный и литейный цеха[30] (ныне простаивает)[26] — ТОО «ПК „Вест“»
- карьер по добыче песчано-гравийной смеси на месторождении «Солончаки»[31] — ТОО «Нурнамыс-строй»
- Нуринское хлебоприёмное предприятие[26] группы компаний «Акнар»
- предприятие по производству шлакоблоков (ИП Саттыбаев)
- швейный цех[32]

Железнодорожные предприятия:
- ПЧ-23 Нуринской дистанции пути
- ПМС-21
- ЭЧК-43 Нура (район контактной сети станции Нура ЭЧ-11 Караганда)
- Tranco Nura (железнодорожное подразделение корпорации «Казахмыс»)

В 13 километрах от посёлка расположен рудник «Нурказган» корпорации «Казахмыс». Работают несколько крестьянских хозяйств и другие предприятия малого и среднего бизнеса. Из общей площади земельного фонда в 7,1 тысяч гектар в хозяйстве используется 1,5 тысячи. Планируется строительство солнечной электростанции.
К юго-востоку от посёлка имеется зона отдыха «Домик у озера».

## Транспорт

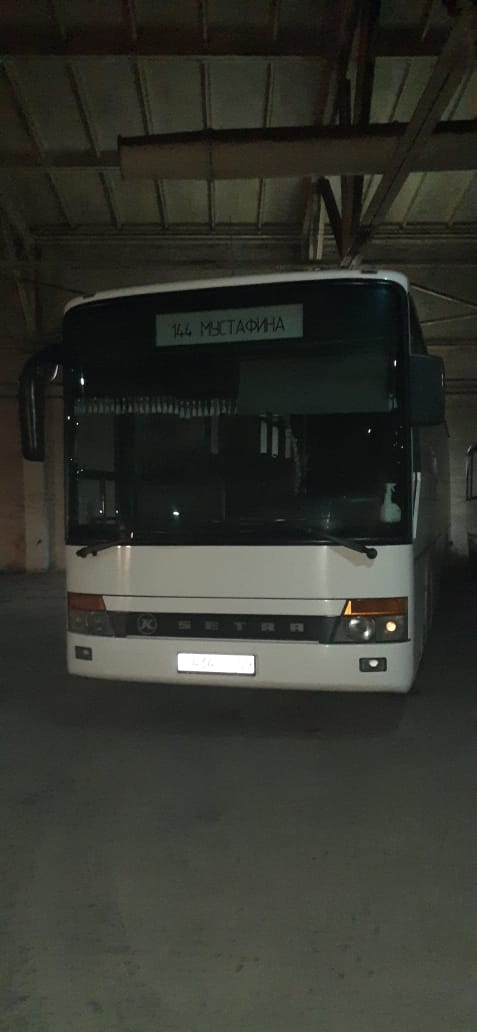

Через посёлок проходят автодорога республиканского значения P-37 (Бастау — Актау — Темиртау) и Трансказахстанская железнодорожная магистраль. Железнодорожная станция Нура была открыта в 1931 году. Протяжённость внутрипоселковых дорог составляет 36 км. Внутри посёлка действует социальный автобусный маршрут № 111, ходят маршрутные автобусы № 144 (Караганда — Тузды — Габидена Мустафина) и № 286 (Темиртау — Габидена Мустафина). Через станцию Нура ходят как пассажирские поезда дальнего следования, так и пригородные электропоезда («Караганда — Астана» и «Караганда — Шокай»).

### Маршруты
| Маршрут   | Маршрут следования                                                                                             | Примечание    |
| --------- | --- | ------------- |
| \| 111 \| | ЦОН ↔ Вокзал ЦОН — мост — ДЭУ — больница — КСХТ (Сельхозтехника) — автобаза — Амина — Али — Дастархан — вокзал | 6 раз в сутки |
| 111       | |               |

| 111 |

| 144 |

| 286 |

| б/н |

| 144 |

| 286 |

| б/н |

## Образование
Во времена СССР в посёлке действовали пять детских садов: «Айголек», «Росинка», «Улыбка», «Ромашка» и Железнодорожный, работали СПТУ-39 и Дом пионеров.
Ныне в посёлке действуют:
- Детский сад[3] «Росинка»
- Две средние школы[3]:
  - КГУ «Токаревская средняя общеобразовательная опорная школа (ресурсный центр)»
  - КГУ «Нуринская средняя общеобразовательная школа»
- КГУ «Бухар-Жырауский агротехнический колледж»
- Детская музыкальная школа

## Достопримечательности

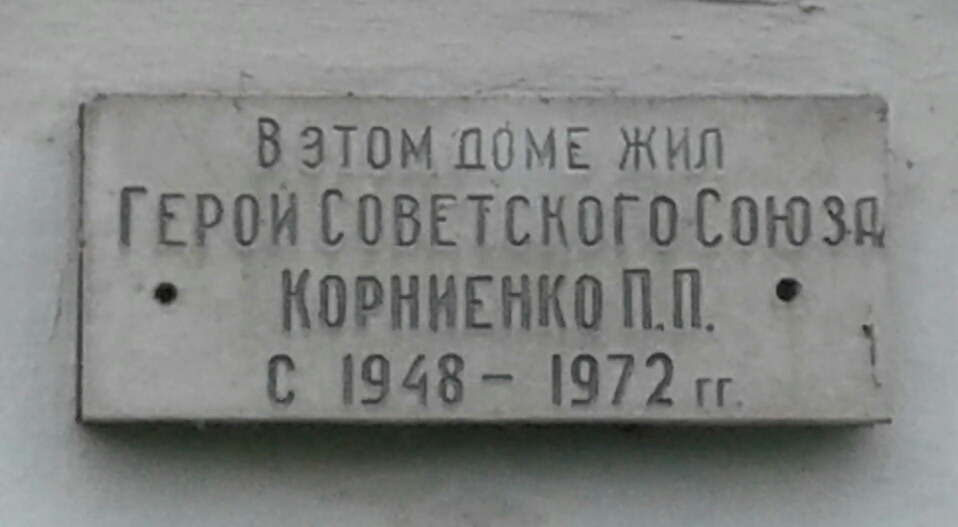

- Обелиск участникам Великой Отечественной войны от Тельманского района
- Мемориальная доска на стене дома, где проживал Герой Советского Союза Прокофий Корниенко

## Спорт
В посёлке имеются стадион, хоккейный корт, мини-футбольные площадки. Планируется строительство физкультурно-оздоровительного комплекса.
Уроженцами посёлка являются известные казахстанские тренеры по боксу Эдуард Матросов и Леонид Тлеубаев, бывший немецкий футболист и футбольный тренер и скаут Вилли Кронхардт.

## Общество

### Религия
Основанный крестьянами, переселенцами из Украины и России, посёлок планировалось обслуживать временным разъездным причтом при приходе села Санниковское Омской епархии. В Санниковском планировалось построить церковь (ныне Свято-Троицкий храм). В 1908 году население посёлка привлечено во вновь открытый приход села Санниковское и обслуживалось разъездным причтом молитвенного дома села Сенокосное.
Ныне в посёлке имеются:
- Мечеть ДУМ Казахстана
- Дом молитвы евангельских христиан-баптистов МСЦ ЕХБ

На 2018 год ведётся строительство новой мечети.

### Здравоохранение

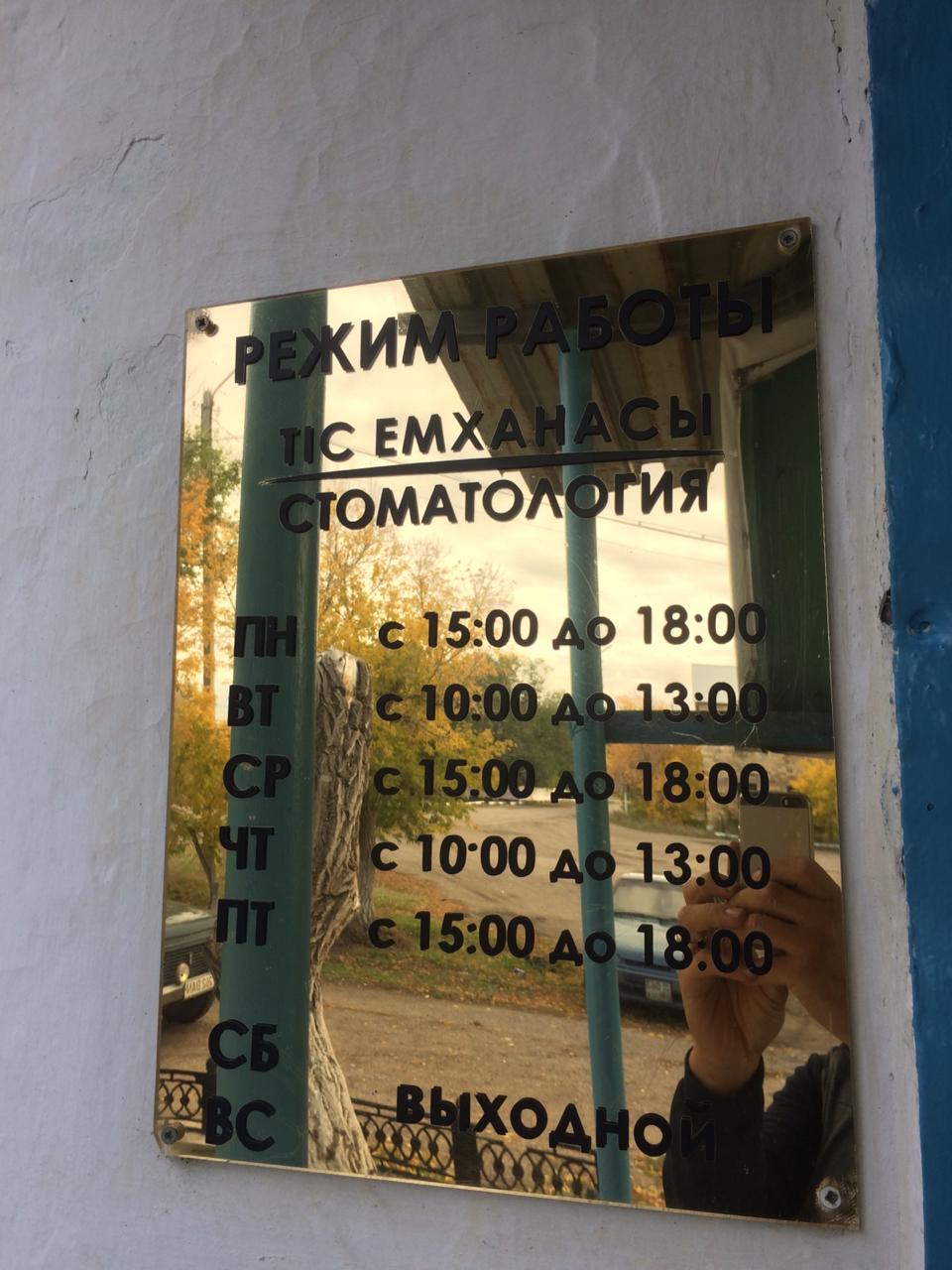
Частная стоматологическая клиника

- Сельская участковая больница, при которой действует подстанция скорой помощи
- Медицинский пункт по обслуживанию наркозависимых людей[32]
- Частная стоматологическая клиника
- Дом престарелых

Уроженцем посёлка является Раиса Ермекова (род. 1941) — доктор медицинских наук, профессор, заслуженный деятель науки Казахской ССР.

### Кладбища
Имеется несколько кладбищ: мусульманское и два христианских. На территории посёлка неоднократно находили старые захоронения.

## Культура
С 1972 по 1990-е в посёлке действовал 308-местный кинотеатр «Нура». Ныне в посёлке имеются:
- Дом культуры, при котором действуют дворовой клуб, хореографический ансамбль «Эдельвейс»[32].
- Поселковый краеведческий музей
- Три библиотеки[3]:
  - Модельная массовая библиотека
  - Модельная детская библиотека

## Связь
Услуги стационарной связи предоставляет АО «Казахтелеком», располагающая в посёлке линейно-техническим участком. Почтовые услуги предоставляет отделение АО «Казпочта», при котором имеется автоматизированный почтовый терминал и пункт почтовой связи АО «Казпочта» у железнодорожной станции Нура. Мобильная связь представлена всеми сотовыми операторами Казахстана — Kcell, Tele2, Altel и Beeline.

### Газеты
5 мая 1931 года вышел в свет первый номер районной газеты «Знамя труда». Издание неоднократно переименовывалась. С 1932 по 1953 года газета называлась «Колхозная степь», с 1953 по 1962 — «За коммунизм», с 1962 — «За изобилие», а в последние годы — «Рассвет». Редакция газеты располагалась по адресу: улица Корниенко, 12, тираж на 1989 год — 5160 штук.

### Радио
| 100,5 | Восток FM       |
| 101,2 | Zhana FM        |
| 102,3 | Радио «Шалкар»  |
| 102,8 | Русское радио   |
| 103,4 | Казахское радио |
| 104,0 | Европа+         |
| 105,6 | Радио NS        |
| 106,3 | Авторадио       |
| 106,7 | Жулдыз FM       |
| 107   | Наше радио      |
| 107,7 | Dala FM         |

## Интересный факт
Во время выборов сельского акима в 2021 году из-за ошибки агитационной команды кандидат от партии «Нур Отан» Кайрат Кусаинов в агитационных буклетах был представлен как кандидат от российской партии ЛДПР Владимира Жириновского, известного своими неоднозначными высказываниями в адрес Казахстана.